# Herm Schaefer
Herman H. "Herm" Schaefer (Fort Wayne, Indiana, 20 de diciembre de 1919-Indianapolis, Indiana, 21 de marzo de 1980) fue un jugador y entrenador de baloncesto estadounidense que disputó dos temporadas entre la BAA y la NBA, además de jugar previamente en la NBL. Como entrenador dirigió durante dos temporadas a los Indianapolis Olympians de la NBA. Con 1,83 metros de estatura, jugaba en la posición de base.

## Trayectoria deportiva

### Universidad
Jugó durante 4 temporadas con los Hoosiers de la Universidad de Indiana, a los que ayudó a ganar su primer Torneo de la NCAA en 1940, derrotando en la final a la Universidad de Kansas por 60–42. Fue el máximo anotador del torneo.

### Profesional
En 1941 fichó por los Fort Wayne Pistons, entonces en la NBL, donde jugó cuatro temporadas, interrumpidas durante dos años por su incorporación al servicio militar. En su primera temporada, tras promediar 8,6 puntos por partido fue incluido en el segundo mejor quinteto de la competición. En 1946 fichó por los Indianapolis Kautskys, donde actuó una temporada como jugador-entrenador, promediando 8,2 puntos.
En 1947 ficha por los Minneapolis Lakers, con los que, tras ganar el título de la NBL en su primera temporada, el año siguiente da el salto a la BAA, competición que también ganan en su primera participación tras derrotar a Washington Capitols en las Finales. Schaefer sería el tercer mejor anotador del equipo, tras George Mikan y Jim Pollard, promediando 10,4 puntos, a los que añadió 3,2 asistencias por partido.
Repitieron título el año siguiente, ya en la NBA, derrotando a Syracuse Nationals en las Finales. La aportación de Schaefer se quedó esta vez en 5,1 puntos y 3,1 asistencias por partido.

### Entrenador
En 1951 se puso al frente del banquillo de los Indianapolis Olympians de la NBA, donde permaneció durante dos temporadas, consiguiendo 62 victorias y 75 derrotas, cayendo ambos años en la primera ronda de playoffs.

## Estadísticas de su carrera en la BAA y la NBA

### Temporada regular
| Temporada | Edad | Equipo             | Liga  | P   | TIT | MIN | TC  | TCA | %TC  | 3P | 3PA | %3P | TL  | TLA | %TL  | R.OF. | R.DEF. | REB | ASIS | ROB | TAP | PER | FP  | PTS  |
| 1948-49   | 29   | Minneapolis Lakers | BAA   | 58  |     |     | 3.7 | 9.9 | .374 |    |     |     | 3.0 | 3.7 | .817 |       |        |     | 3.2  |     |     |     | 2.1 | 10.4 |
| 1949-50   | 30   | Minneapolis Lakers | NBA   | 65  |     |     | 1.9 | 4.8 | .389 |    |     |     | 1.3 | 1.6 | .851 |       |        |     | 3.1  |     |     |     | 1.6 | 5.1  |
| Total     |      |                    | TOTAL | 123 |     |     | 2.7 | 7.2 | .379 |    |     |     | 2.1 | 2.6 | .828 |       |        |     | 3.2  |     |     |     | 1.8 | 7.6  |
|           |      |                    | NBA   | 65  |     |     | 1.9 | 4.8 | .389 |    |     |     | 1.3 | 1.6 | .851 |       |        |     | 3.1  |     |     |     | 1.6 | 5.1  |
|           |      |                    | BAA   | 58  |     |     | 3.7 | 9.9 | .374 |    |     |     | 3.0 | 3.7 | .817 |       |        |     | 3.2  |     |     |     | 2.1 | 10.4 |

### Playoffs
| Temporada | Edad | Equipo             | Liga  | P  | MIN | TCA | TC  | 3PA | 3P | TLA | TL | R.OF. | REB | ASIS | ROB | TAP | PER | FP | PTS | %TC  | %3P | %FT  | MIN | PTS  | REB | AST |
| 1948-49   | 29   | Minneapolis Lakers | BAA   | 10 |     | 48  | 104 |     |    | 28  | 32 |       |     | 31   |     |     |     | 22 | 124 | .462 |     | .875 |     | 12.4 |     | 3.1 |
| 1949-50   | 30   | Minneapolis Lakers | NBA   | 12 |     | 16  | 42  |     |    | 19  | 22 |       |     | 16   |     |     |     | 12 | 51  | .381 |     | .864 |     | 4.3  |     | 1.3 |
| Total     |      |                    | TOTAL | 22 |     | 64  | 146 |     |    | 47  | 54 |       |     | 47   |     |     |     | 34 | 175 | .438 |     | .870 |     | 8.0  |     | 2.1 |
|           |      |                    | NBA   | 12 |     | 16  | 42  |     |    | 19  | 22 |       |     | 16   |     |     |     | 12 | 51  | .381 |     | .864 |     | 4.3  |     | 1.3 |
|           |      |                    | BAA   | 10 |     | 48  | 104 |     |    | 28  | 32 |       |     | 31   |     |     |     | 22 | 124 | .462 |     | .875 |     | 12.4 |     | 3.1 |